# Howards Grove, Wisconsin
Howards Grove là một làng thuộc quận Sheboygan, tiểu bang Wisconsin, Hoa Kỳ. Năm 2006, dân số của làng này là 2792 người.